# 小林镇 (重庆市)
小林镇，是中华人民共和国重庆市铜梁区下辖的一个乡镇级行政单位。

## 行政区划
小林镇下辖以下地区：
团山社区、圣灯村、庆云村、鱼龙村和华寿村。